# Лебедёнок (озеро)
Лебедёнок (каз. Лебедёнок) — пересыхающее солёное озеро в Кызылжарском районе Северо-Казахстанской области Казахстана. Находится в 3 км к северо-западу от села Лебедки. В 250 м северо-западнее находится озеро Лебяжье.
По данным топографической съёмки 1940-х годов, площадь поверхности озера составляет 2,93 км². Наибольшая длина озера — 2,3 км, наибольшая ширина — 1,7 км. Длина береговой линии составляет 6,4 км, развитие береговой линии — 1,04. Озеро расположено на высоте 128,2 м над уровнем моря.
Озеро входит в перечень рыбохозяйственных водоёмов местного значения.